# Fuldera
Fuldera je bývalá samostatná obec ve švýcarském kantonu Graubünden, okresu Engiadina Bassa/Val Müstair. Nachází se ve stejnojmenném údolí, asi 43 kilometrů severovýchodně od Svatého Mořice v nadmořské výšce 1638 metrů. Má přibližně 120 obyvatel.
K 1. lednu 2009 se na základě výsledku referenda Fuldera sloučila s dalšími okolními obcemi (např. Santa Maria Val Müstair, Tschierv, Valchava) do nové obce Val Müstair.

## Geografie
Fuldera leží na severovýchodně se svažujícím svahu napravo od řeky Rambach v nadmořské výšce okolo 1600 metrů. Skládá se ze dvou osad – centrální Fuldera-Dora a menší Fuldera-Daint. Z celkové rozlohy bývalé obce 1 319 ha zaujímají lesy a háje 491 ha. Téměř stejnou plochu, konkrétně 480 ha, tvoří neproduktivní půda (většinou hory). Dalších 329 ha lze využít pro zemědělství – z toho asi 60 % tvoří vysokohorské farmy. Zbývajících 10 ha tvoří plochy osídlení.

## Historie

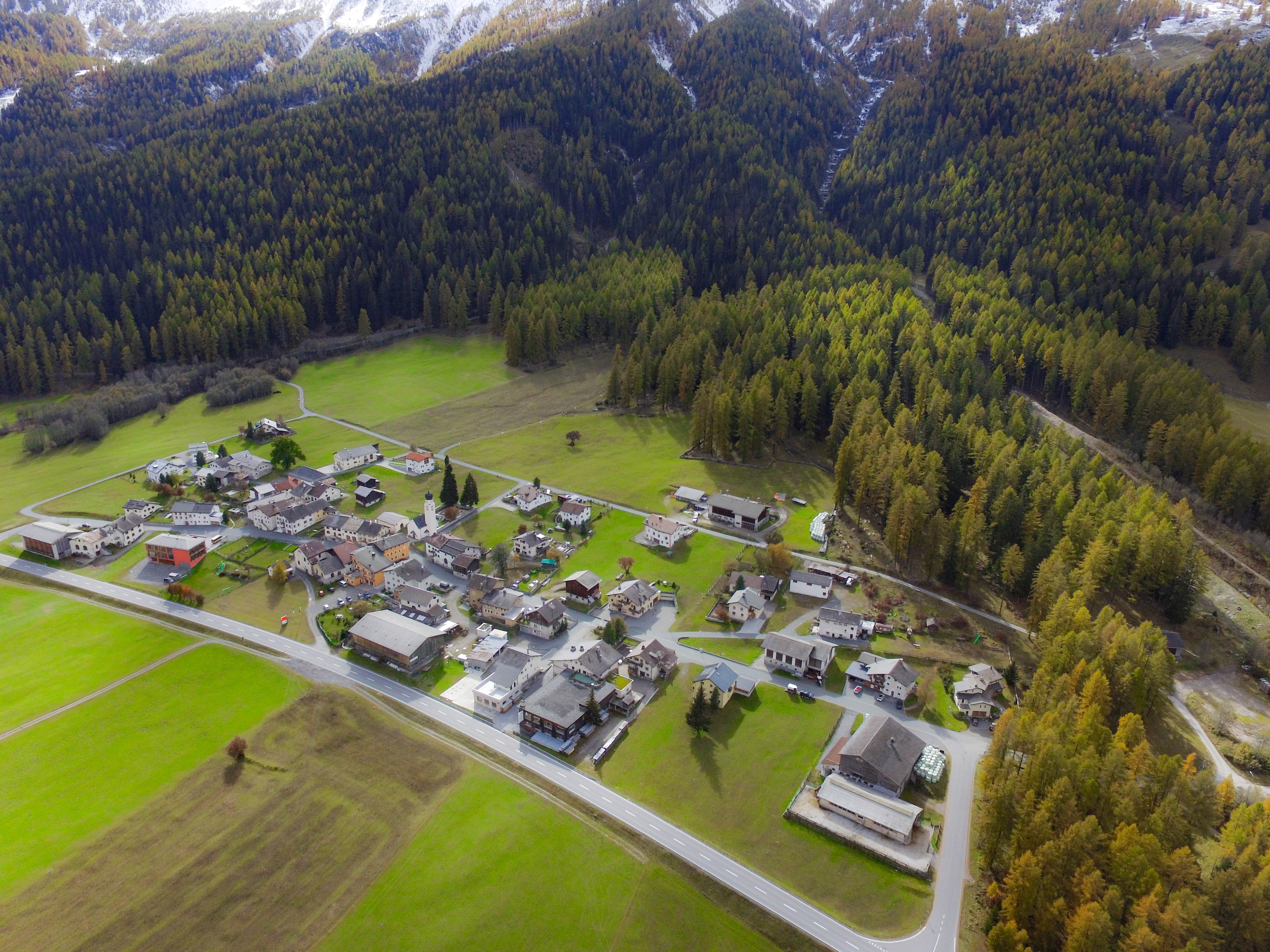
Letecký pohled

Vesnice se připomíná v roce 1322 jako Faldiera. Název je odvozen z latinského fundaria („tavicí pec“), a vztahoval se na celé vnitřní údolí a oblast kolem Buffalory na engadinské straně průsmyku Ofenpass, kde byly doly. Předpokládá se, že na křižovatce silnice do Lü se nacházela římská krčma. V pozdním středověku prosazoval klášter v Müstairu rozšiřování pozemků ve Fuldeře. Fuldera byla zničena během švábské války a nepokojů v Graubündenu. Kolem roku 1530 se zde prosadila reformace. Je zde doložen kostel svatého Rocha a v roce 1708 byl postaven současný reformovaný kostel; od roku 1714 měla Fuldera vlastního faráře. V roce 1762 bylo údolí Val Müstair vykoupen bez všech rakouských práv.
Ve druhé polovině 19. století lze pozorovat silný odliv obyvatelstva. V roce 1854 se Fuldera stala samostatnou obcí a v letech 1870–1872 byla rozšířena silnice přes Ofenpass. Během druhé světové války byla planina Palü dals Lais odvodněna. Od 60. let 20. století se ve Fuldeře rozvíjí turismus.

## Obyvatelstvo

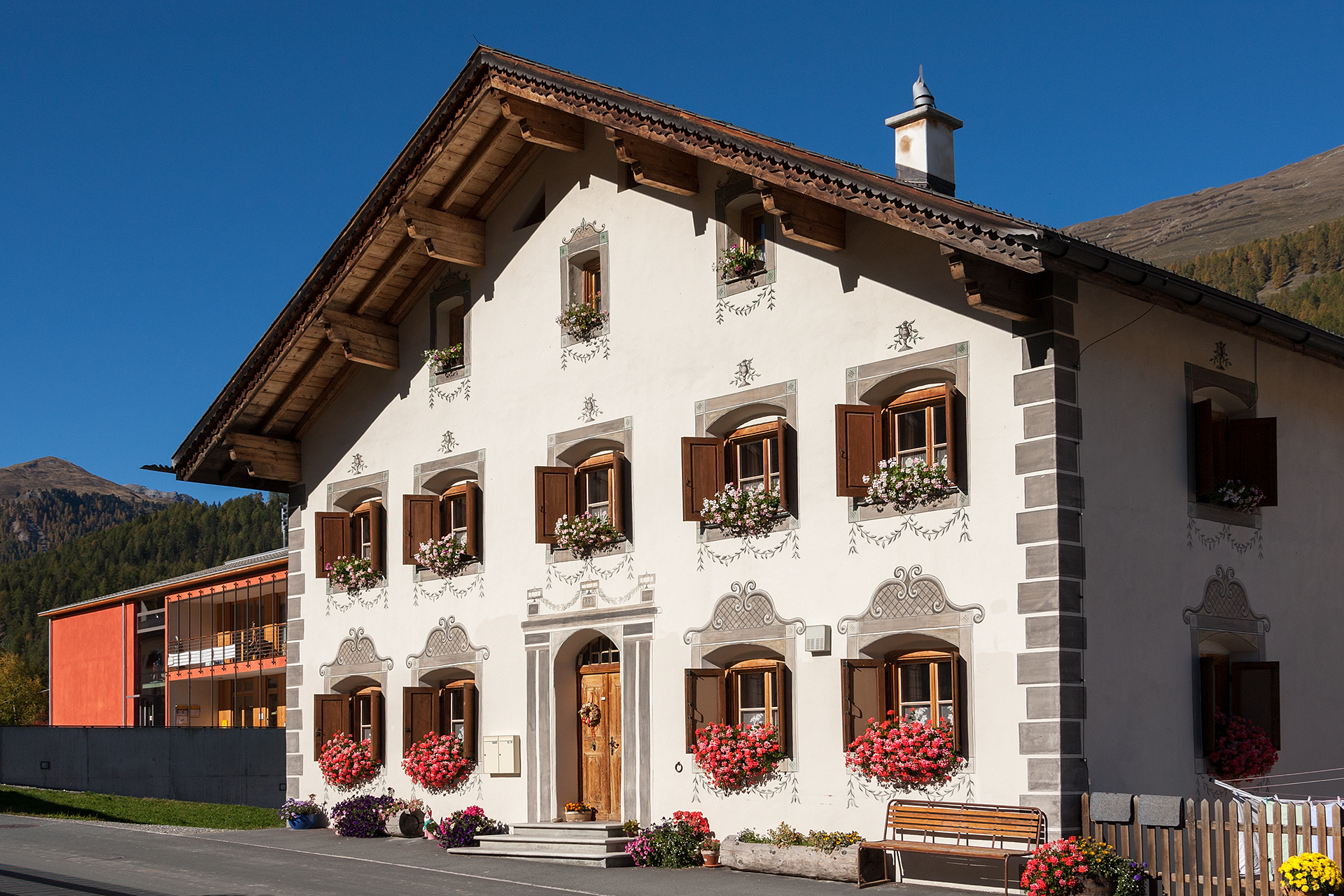
Tradiční architektura v obci

| Rok            | 1835 | 1870 | 1900 | 1910 | 1941 | 1970 | 1980 | 2000 | 2004 | 2007 |
| Počet obyvatel | 123  | 155  | 98   | 115  | 113  | 116  | 100  | 115  | 127  | 121  |

### Jazyky

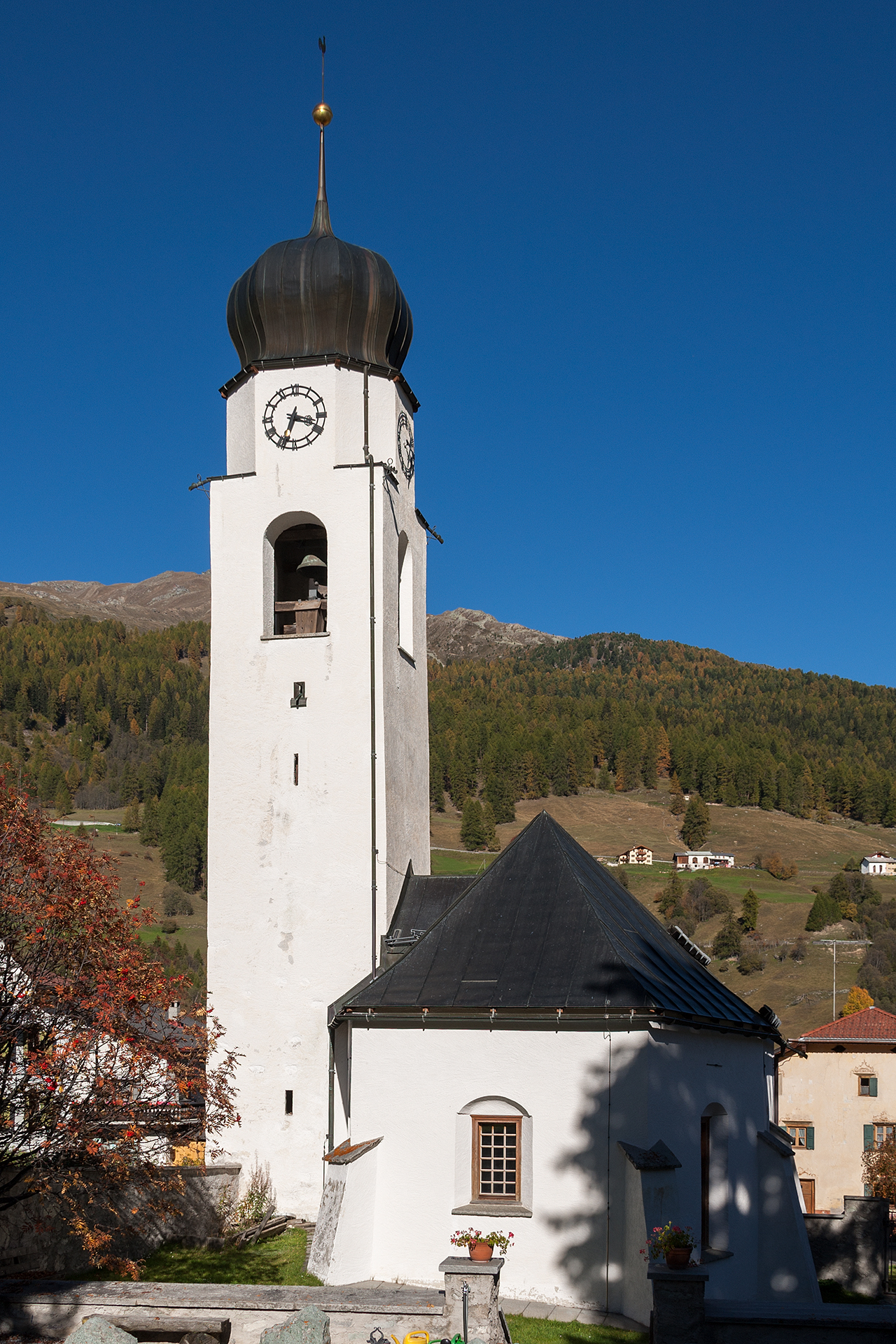
Kostel

V obci se historicky mluví graubündenskou rétorománštinou, konkrétně dialektem jauer. Mezi lety 1880 a 1980 se dokonce zvýšil její podíl (1880: 80 %, 1941 89 % a 1980 95 % obyvatel s rétorománštinou jako mateřským jazykem). V roce 1990 mluvilo tímto jazykem jako svým hlavním nebo druhým celkem 93 % obyvatel a v roce 2000 92 %. Rétorománština je i jediným úředním jazykem v obci. Podíl německy mluvící menšiny se však v posledních desetiletích zvyšuje i zde, jak ukazuje následující tabulka:
| Jazyky ve Fuldeře |                   |                   |                   |                   |                   |                   |
| Jazyk             | Sčítání lidu 1980 | Sčítání lidu 1980 | Sčítání lidu 1990 | Sčítání lidu 1990 | Sčítání lidu 2000 | Sčítání lidu 2000 |
| Jazyk             | Počet             | Podíl             | Počet             | Podíl             | Počet             | Podíl             |
| Němčina           | 5                 | 5,00 %            | 17                | 16,19 %           | 27                | 23,48 %           |
| Rétorománština    | 95                | 95,00 %           | 87                | 82,86 %           | 86                | 74,78 %           |
| Italština         | 0                 | 0,00 %            | 1                 | 0,95 %            | 1                 | 0,87 %            |
| Počet obyvatel    | 100               | 100 %             | 105               | 100 %             | 115               | 100 %             |

### Náboženství
Fuldera přijala kolem roku 1530 novou (reformovanou) víru, která dominovala po celá staletí. V důsledku přistěhovalectví se náboženská situace od poloviny 20. století výrazně změnila. V roce 2000 zde žilo 57,39 % protestantských reformovaných a 41 % římskokatolických křesťanů. Kromě toho zde bylo 1 % obyvatel bez vyznání a 1 % obyvatel, kteří neuvedli své náboženské vyznání.

## Doprava
Fuldera leží na hlavní silnici č. 28, spojující Davos, Dolní Engadin a italské údolí Vintschgau. Napojení na síť veřejné dopravy zajišťují autobusy Postauto.